# Colonia de artistas de Dachau

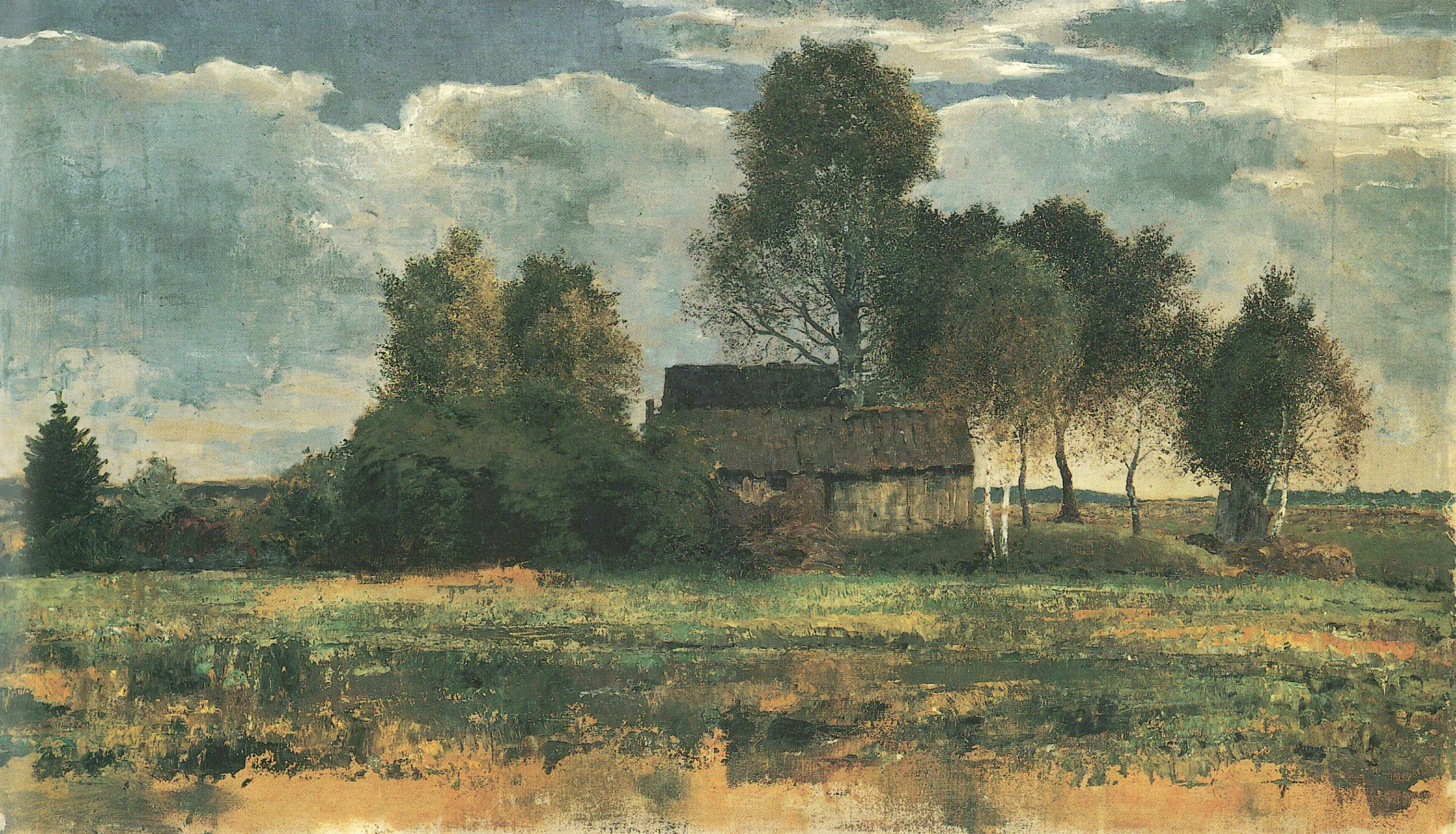
Franz Marc, Cabañas en el Dachauer Moos (1902)

La colonia de artistas de Dachau se formó en la segunda mitad del siglo XIX. Especialmente a partir de 1875, importantes pintores alemanes acudieron a la localidad bávara cercana a Múnich para inspirarse en la gente y el paisaje del Dachauer Moos y establecerse allí durante varios meses o años. Junto con Worpswede, Dachau es la colonia de artistas más importante de Alemania. El lugar se ha mantenido conectado con el arte hasta el día de hoy. Por ejemplo, muchas exposiciones de representantes de la colonia de artistas se muestran en la Galería de pintura de Dachau. Dachau es miembro de la asociación de colonias de artistas europeos "Euro Art".

## Estilo
No hubo una forma de arte independiente y unificada, una "Escuela de Dachau"; la proximidad estilística a la "Escuela de Múnich" fue demasiado influyente.  Además de la pintura de paisajes impresionista, Dachau también ofreció otros motivos: las calles del casco antiguo, los trajes tradicionales de Dachau, los granjeros, los rebaños de ganado y otras cosas que idealizaban la vida en el campo.

## La pintura de paisaje
Como expresión de una nueva perspectiva en la pintura, que - a partir de Barbizon, que fue atracción y ejemplo entre 1830 y alrededor de 1870 (Escuela de Barbizon) - en la segunda mitad del siglo XIX y a principios del siglo XX, en el mundo del arte europeo se pintaba al aire libre: la pintura al aire libre, provocó que multitudes de artistas y estudiantes de arte acudieran en masa a los alrededores de las ciudades. siempre en busca de motivos paisajísticos. Los pintores alemanes también se inspiraron en esta moda.  Los modelos clásicos fueron la pintura de paisaje holandesa, bajo los auspicios del naciente impresionismo.

## Orígenes de la colonia de artistas (de 1800 a 1874)

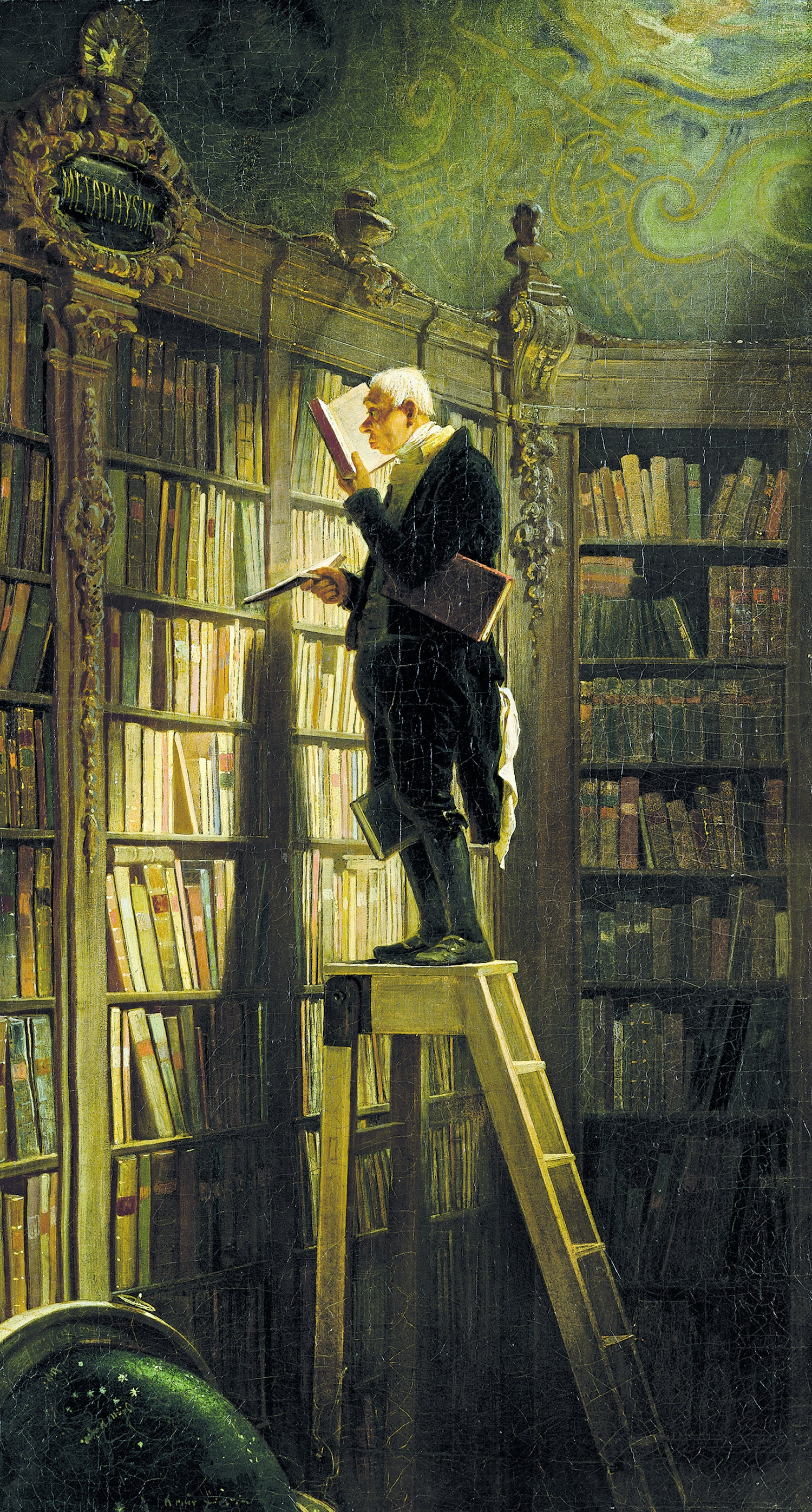
Carl Spitzweg : El ratón de biblioteca (hacia 1850)

Ya en 1805, algunos artistas llegaron al lugar, alrededor de 1803 Simon Warnberger, en 1825 Wilhelm von Kobell, en 1834 Johann Georg von Dillis (director de galería y profesor de pintura de paisaje en la Academia de Múnich), alrededor de 1840 Eduard Schleich el Viejo, Dietrich Langko y en 1850 Carl Spitzweg, que permaneció en Dachau durante varios años. Spitzweg pintó su famoso cuadro El ratón de biblioteca en el Palacio de Dachau. Spitzweg, que era poco conocido en ese momento y prefería describir la vida tranquila y pequeñoburguesa de los mercados y pueblos antiguos, recibió muchas inspiraciones para sus obras en Dachau.
Además, llegó Heinrich von Zügel en 1870 y Wilhelm Leibl en 1873; Leibl, alumno de Piloty, fue uno de los artistas más idiosincrásicos e importantes de su tiempo. Vivía solo unos pocos kilómetros al suroeste de Dachau, en Graßlfing an der Amper (ahora Olching), aislado y apartado para estar lo más cerca posible de la naturaleza.  Evidencia de un mayor interés de la escena artística de Múnich en el paisaje del área de Dachau y los cambiantes estados atmosféricos del paisaje en relación con el clima y la luz. Para cada vez más pintores, Dachau representó un motivo ideal para la pintura de paisajes (también para la pintura al aire libre), que se estaba volviendo cada vez más popular.
En este sentido en los años entre 1840 y 1875, fueron principalmente los paisajistas los que visitaron repetidamente la región de Dachau, pero esto cambió en la década de 1880 cuando los escultores y artistas gráficos también encontraron el camino hacia Dachau y sus alrededores.

## La colonia de artistas (1875 a 1914)
Los primeros artistas se asentaron y poco a poco se fue gestando la colonia. Durante este tiempo, el número de artistas que iban a Dachau se disparó. En algunos casos, la ciudad puso a su disposición apartamentos asequibles y espacios de trabajo. Después de una larga fase de desarrollo, el apogeo de la colonia de artistas en Dachau comenzó alrededor de 1880. Algunas docenas de casas de estudio y villas de artistas aún dan testimonio de esta fase.
Un primer grupo de artistas en torno a Ludwig Dill, Adolf Hölzel y Arthur Langhammer se reunieron en 1897 (se discute el momento exacto) para formar juntos el movimiento artístico o Escuela de pintura "Neu-Dachau". Los artistas también se instalaron en los pueblos de los alrededores como Etzenhausen o Haimhausen. Etzenhausen todavía se conoce hoy en día por "Lange Gasse ", un camino de tierra desde Etzenhausen hasta una colina, que ofrecía una buena visión general del campo y de Dachau. Así una colonia de artistas separada se desarrolló en Haimhausen, que existió desde 1895 hasta 1972.
Además algunos escritores siguieron a sus amigos pintores: Ludwig Thoma, Heimito von Doderer o Theodor Heuss.
Hölzel abrió la primera escuela privada de pintura, que llamó mucho la atención y estaba dirigida principalmente por mujeres, las llamadas "Malweibern", que incluyen a Ida Kerkovius, Else Freytag-Loringhoven y Paula Wimmer. Entre sus alumnos se encontraban pintores de renombre como Emil Nolde. El padre de la colonia, Adolf Hölzl, deambulaba por el campo acorde con su estatus con un caballete, un sombrero y un joven ayudante.
Dill, por otro lado, fundó la primera asociación de artistas locales alrededor de 1897. Dachau ahora ya era conocida en toda Alemania como una colonia de pintores. Muchos otros artistas fueron a Dachau, incluidos Max Liebermann, Lovis Corinth, Max Slevogt, Ludwig von Herterich, Hermann Linde, Anton von Stadler, Paul Baum y Heinrich von Zügel.
En una segunda “ola” de artistas interesados, a partir de 1900 también acudieron Franz Marc, August von Brandis, Hermann Stockmann, Ignatius Taschner, Hans von Hayek, Carl Thiemann, August Pfaltz, Paula Wimmer y Walther Klemm. Algunos artistas como Franz Marc y Lovis Corinth, que trabajaron brevemente en Dachau, estaban molestos por el enjambre de pintores en el campo y buscaron la paz más lejos en Murnau.
Las obras de Hölzel marcaron el apogeo de los paisajistas, la pintura al aire libre y el impresionismo paisajístico en Dachau. En 1905 Hölzel aceptó una llamada de la academia de Stuttgart. Buscando nuevas formas de expresión en la teoría y la práctica, dio los primeros pasos experimentales hacia la pintura abstracta, varios años antes que Wassilij Kandinsky. Su arte fue creado en el estudio, aunque Kandinsky trabajó artísticamente en la naturaleza en Murnau.
Los artistas tradicionales de Dachau fundaron el Museo del Distrito de Dachau en 1905 y la Galería de Imágenes en el Castillo de Dachau en 1908. A diferencia de Worpswede, Pont Aven o Skagen, los pintores de la colonia de artistas de Dachau inicialmente expusieron sus pinturas principalmente en el lugar. Como sigue siendo el caso hoy día, hubo un animado intercambio entre las colonias de artistas europeos. Los artistas se visitaron, recogieron sugerencias y nuevas técnicas de pintura.

## Después de la floración
Durante la Primera Guerra Mundial, el número de artistas locales se redujo debido a la guerra, muchos artistas tuvieron que hacer el servicio militar. Poco después del final de la guerra, ya en 1919, se formó una asociación de artistas con 44 miembros, que todavía existe en la actualidad. En 1927 se fundó otra asociación de artistas.
En el período de entreguerras, Emmi Walther, Ella Iranyi, Carl Olof Petersen y Karl Staudinger, entre otros, vivieron y trabajaron en Dachau. Pero la Segunda Guerra Mundial supuso un fuerte declive de la actividad artística.
El paisaje tal como lo pintaron y vieron los artistas ha desaparecido en gran medida hoy en día, el Dachauer Moos ha sido parcialmente drenado y construido. 
Como un recordatorio de la colonia, todos los años en septiembre se lleva a cabo en Dachau una "Noche Larga Abierta" para visitar los estudios, las galerías y los talleres de artistas.

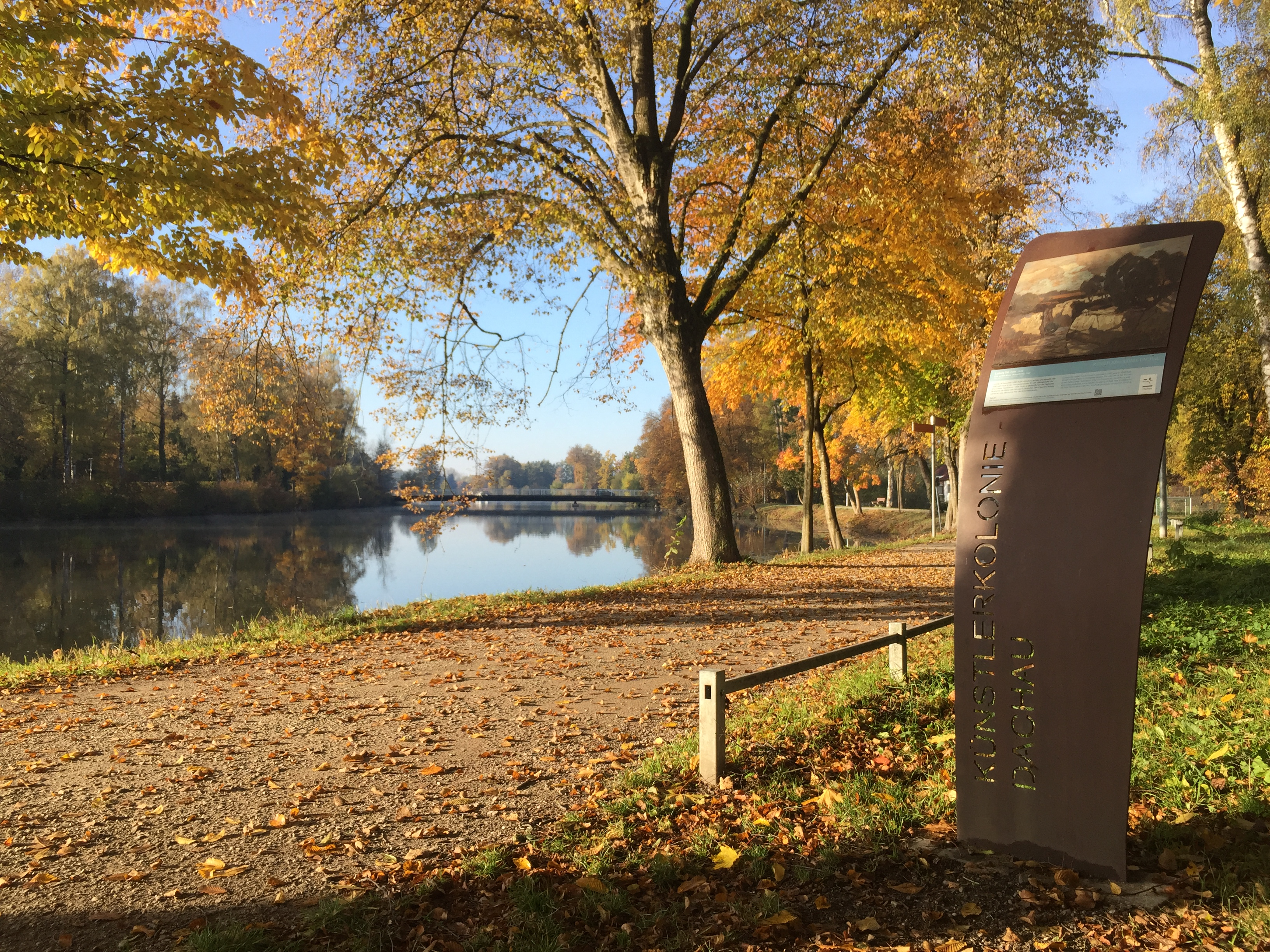
Camino de los artistas de Dachau, Ludwig Dill, Georg-Andorfer-Weg, Amper

## Camino de los artistas en Dachau
Sin embargo, hasta el día de hoy, la ciudad de Dachau se considera a sí misma con una conexión especial con las artes y es el hogar de numerosos pintores, artistas gráficos y escultores. La ciudad de Dachau ha creado un camino para que los visitantes de la ciudad sigan los pasos de los pintores de la colonia de artistas. Se instalaron estelas en 18 estaciones con los cuadros de artistas que pintaron sus cuadros al aire libre desde esta posición aproximada. Un folleto con direcciones está disponible en la Oficina de Información Turística en la ciudad de Dachau. Muchas de las pinturas se pueden ver en el original en la Galería de pintura de Dachau.

## Pintores de la Colonia (selección)
- Paul Baum
- Giulio Beda
- Franz Joachim Beich
- August von Brandis
- Bernhard Buttersack
- Lovis Corinth
- Robert Franz Curry
- Ludwig Dill
- Johann Georg von Dillis
- Max Feldbauer
- Else Freytag-Loringhoven
- Robert von Haug
- Hans von Hayek
- Thomas Theodor Heine
- Ludwig von Herterich
- Adolf Hölzel
- Ella Iranyi
- Georg Jauss
- Leopold von Kalckreuth
- August Kallert
- Ida Kerkovius
- Hermann Keuth
- Eugen Kirchner
- Anna Klein
- Walther Klemm
- Arthur Langhammer
- Dietrich Langko
- Jean Lehmann
- Wilhelm Leibl
- Max Liebermann
- Adolf Heinrich Lier
- Hermann Linde
- Franz Marc
- Maria Franck
- Christian Morgenstern
- Emil Nolde
- Carl Olof Petersen
- August Pfaltz
- Sophie von Pühn
- Philipp Röth
- Eduard Schleich d. Ä.
- Karl Schröder-Tapiau
- Max Slevogt
- Carl Spitzweg
- Anton von Stadler
- Karl Staudinger
- Hermann Stockmann
- Otto Strützel
- Karl Stuhlmüller
- Ignatius Taschner
- Paul Thiem
- Carl Thiemann
- Fritz von Uhde
- Emmi Walther
- Otto Weil
- Paula Wimmer
- Anton Windmaier
- Heinrich von Zügel

## Galería de imágenes

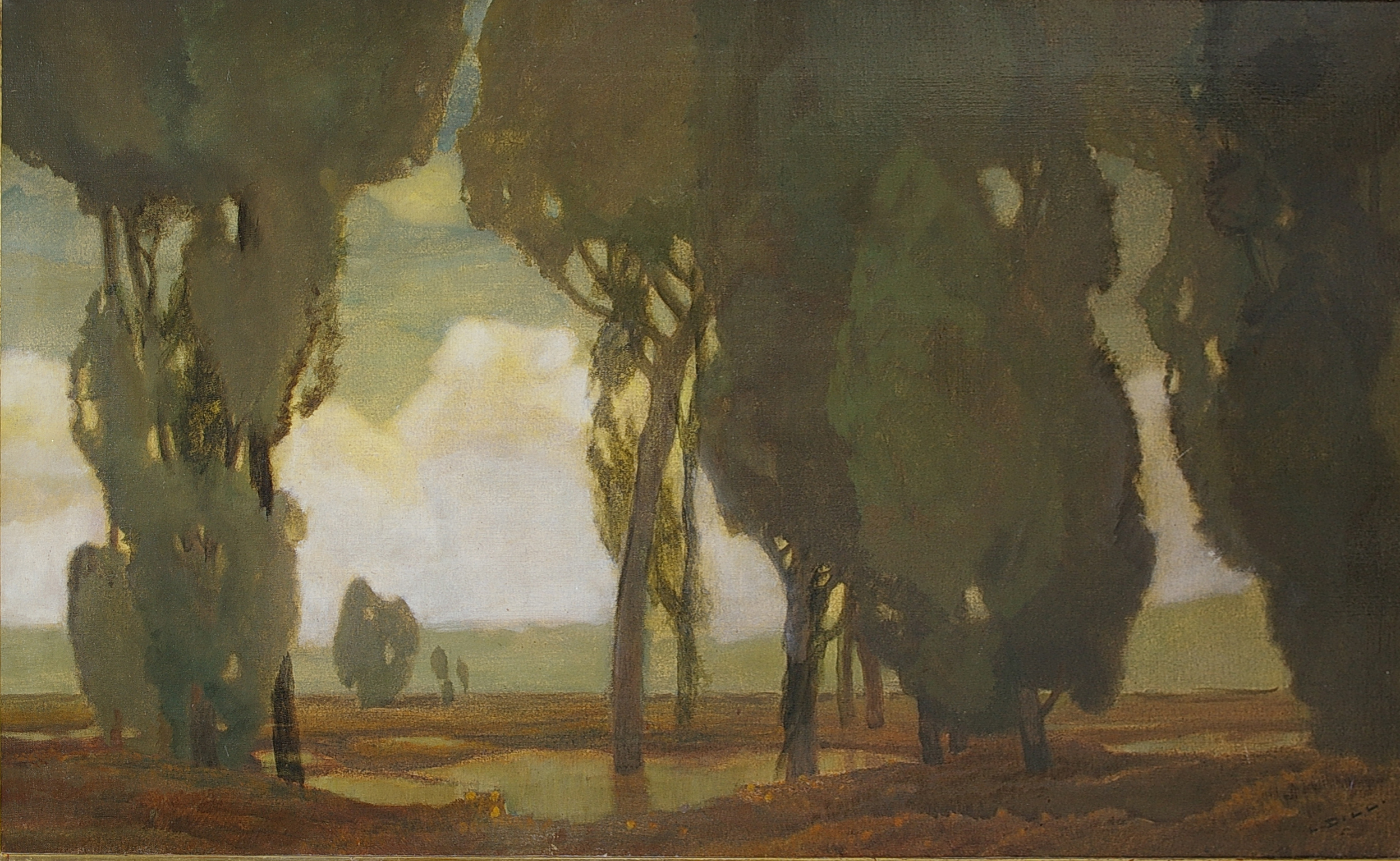
Ludwig Dill, La mañana
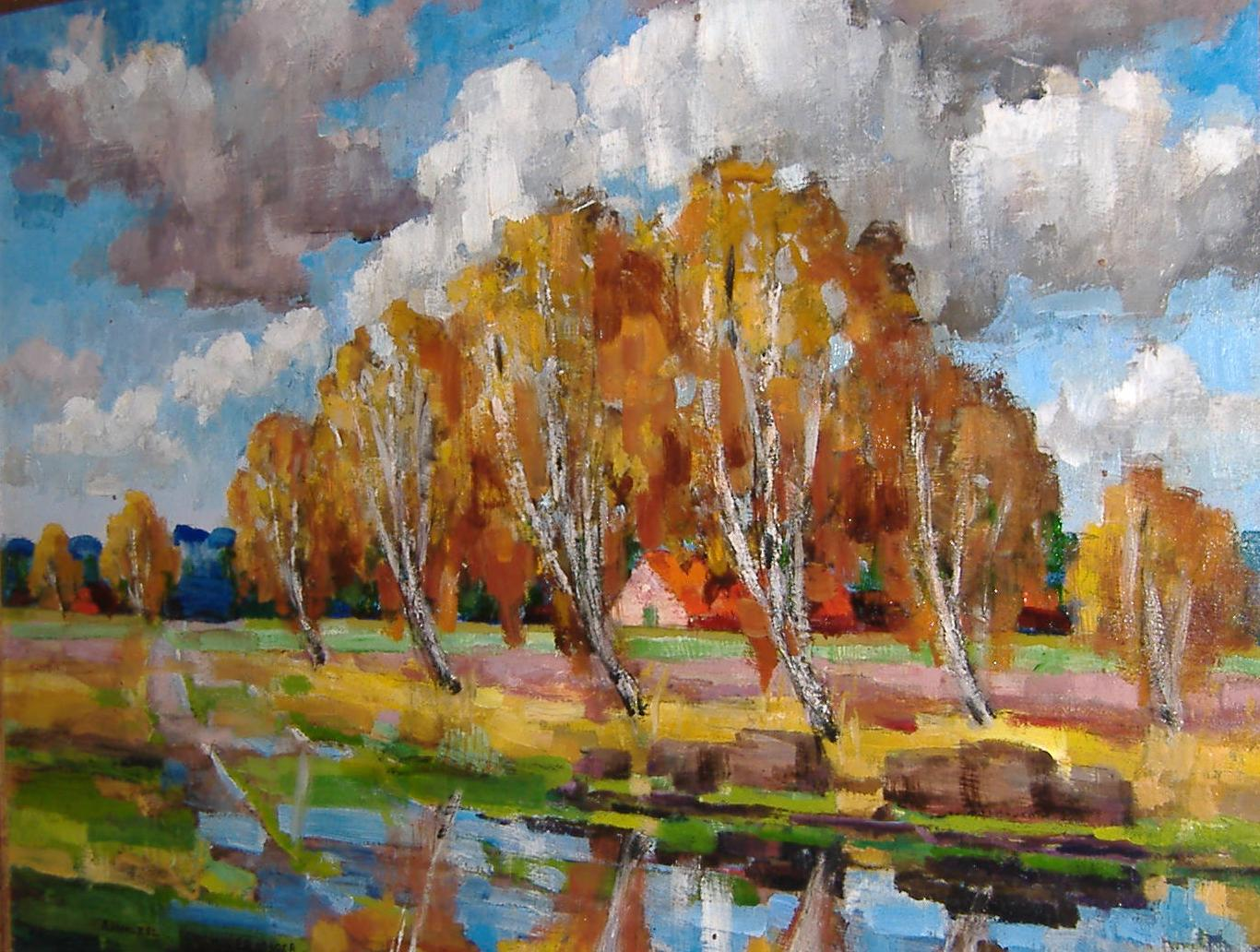
Adolf Hölzel, Dachau Moor
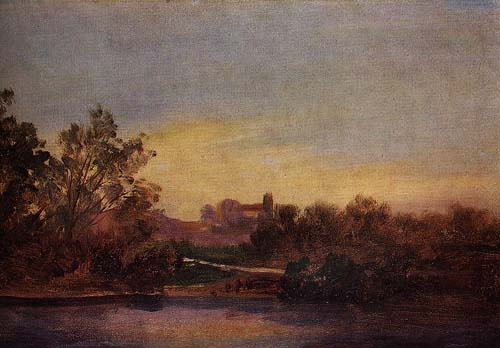
Johann Georg von Dillis, Amper cerca de Dachau
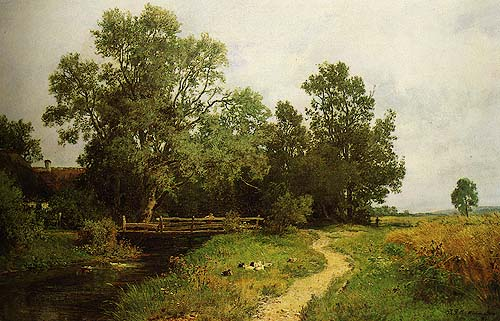
Philipp Röth, Dachauer Moos
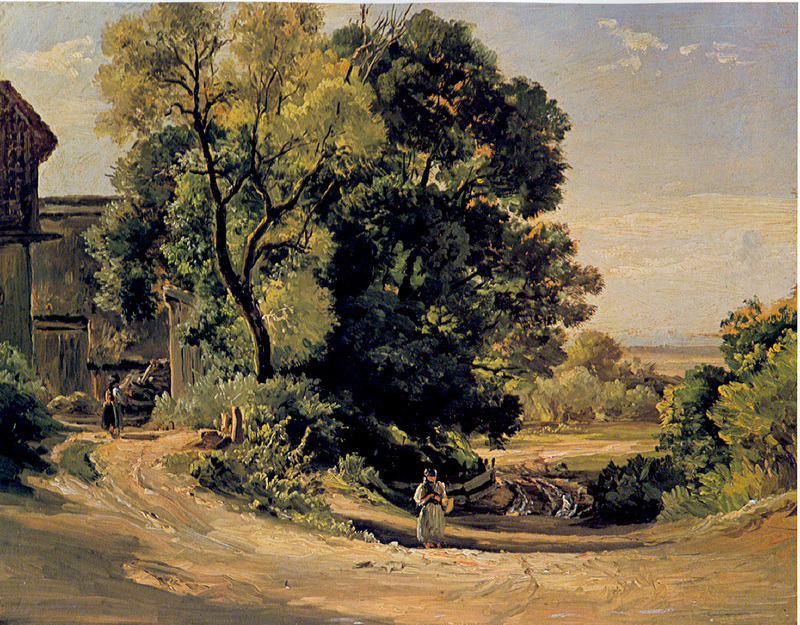
Christian Morgenstern, Dachau-Etzenhausen
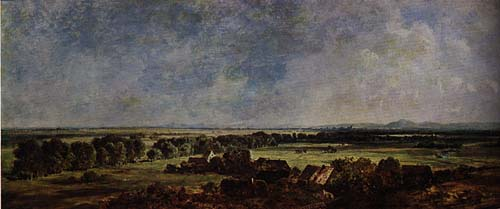
Eduard Schleich el Viejo, vista desde la colina del castillo
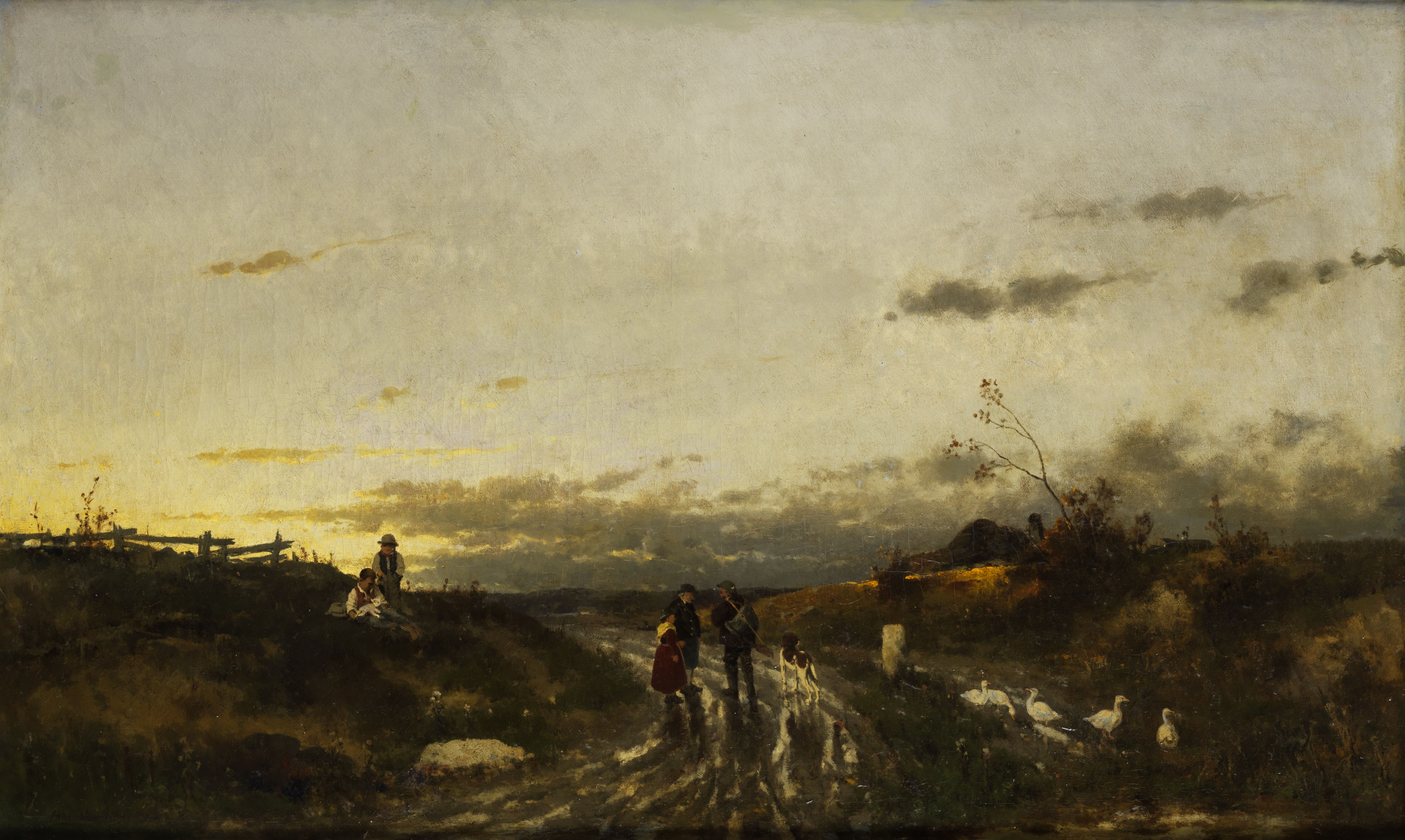
Anton Windmaier, En el musgo de Dachau
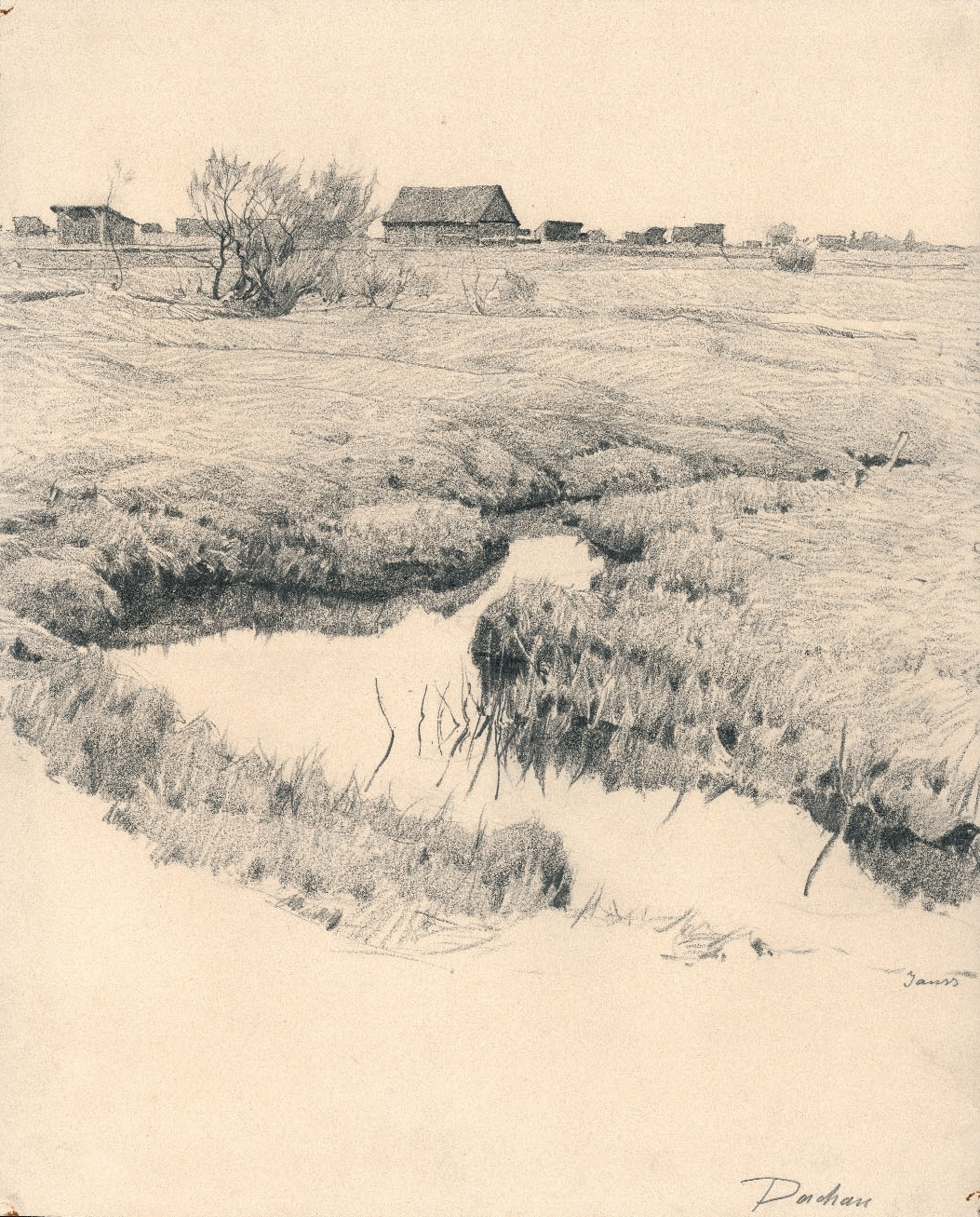
Georg Jauss, Dachau Moss
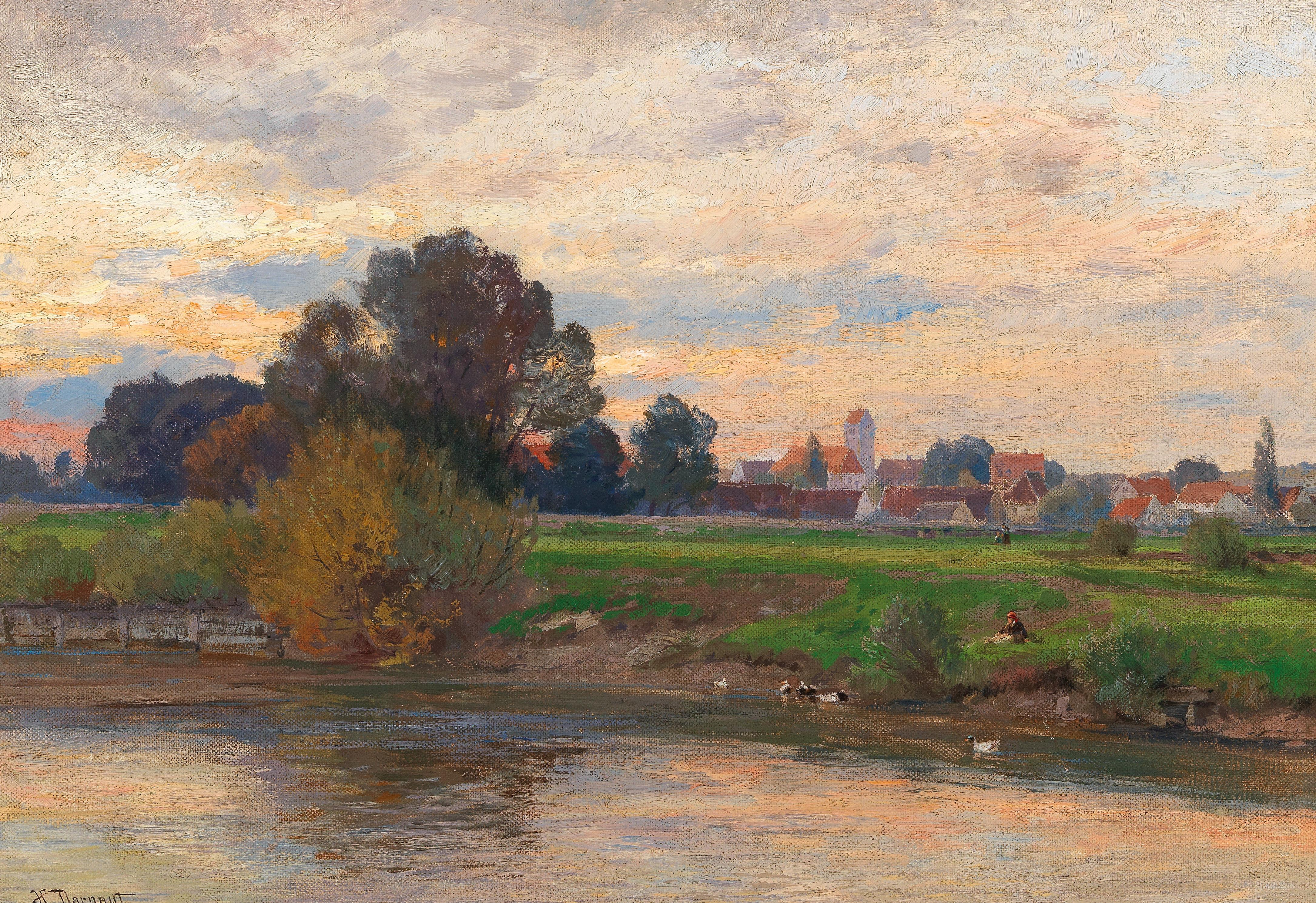
Hugo Darnaut, Paisaje vespertino Etzenhausen cerca de Dachau
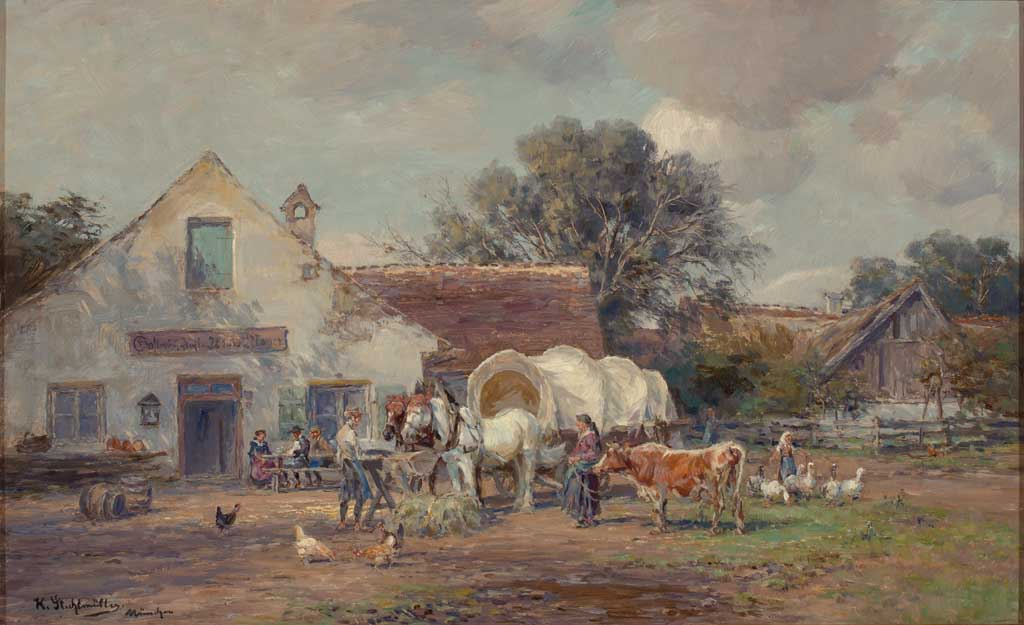
Karl Stuhlmüller, posada Mayer en Etzenhausen
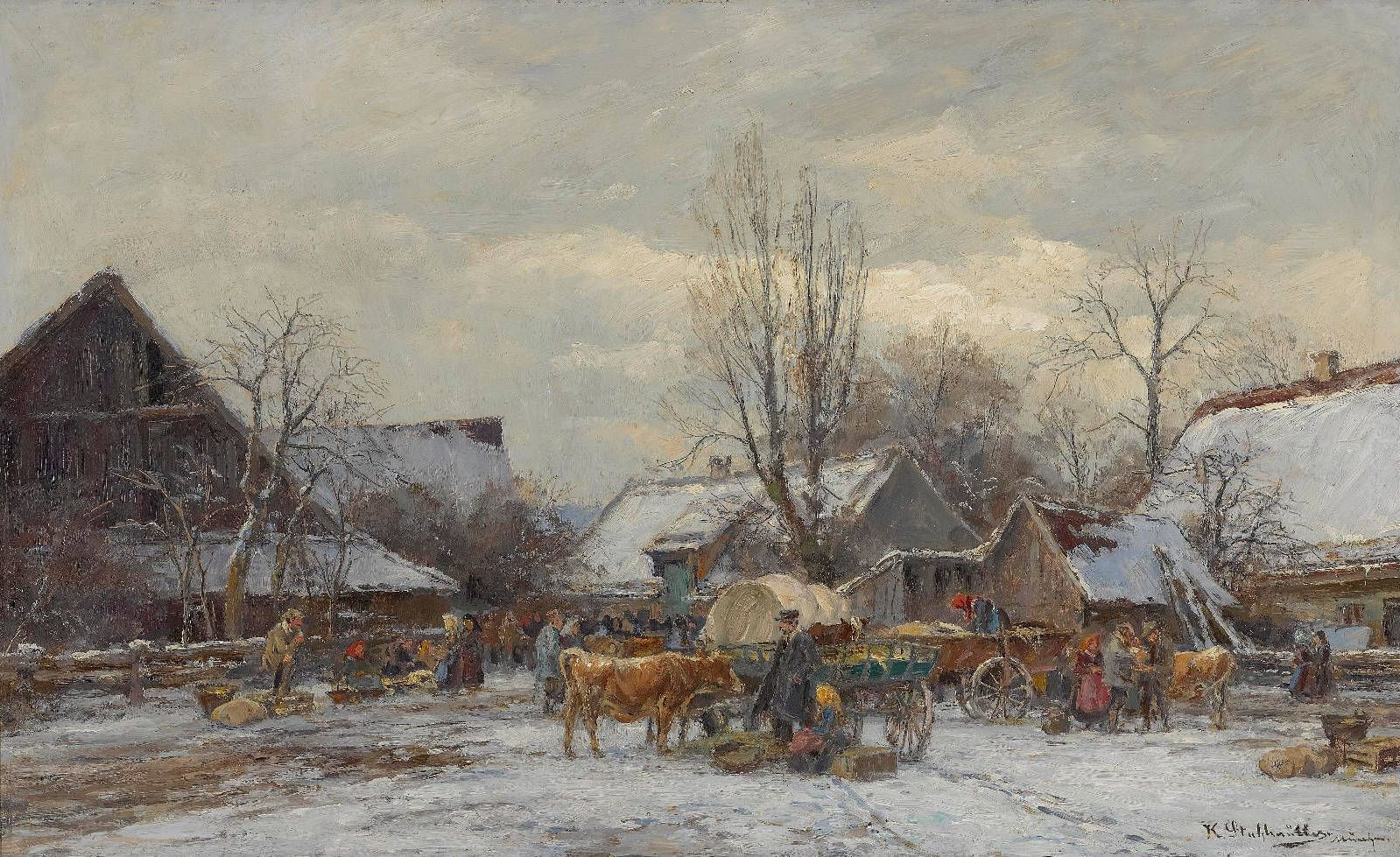
Karl Stuhlmüller, Mercado de ganado de invierno en Etzenhausen
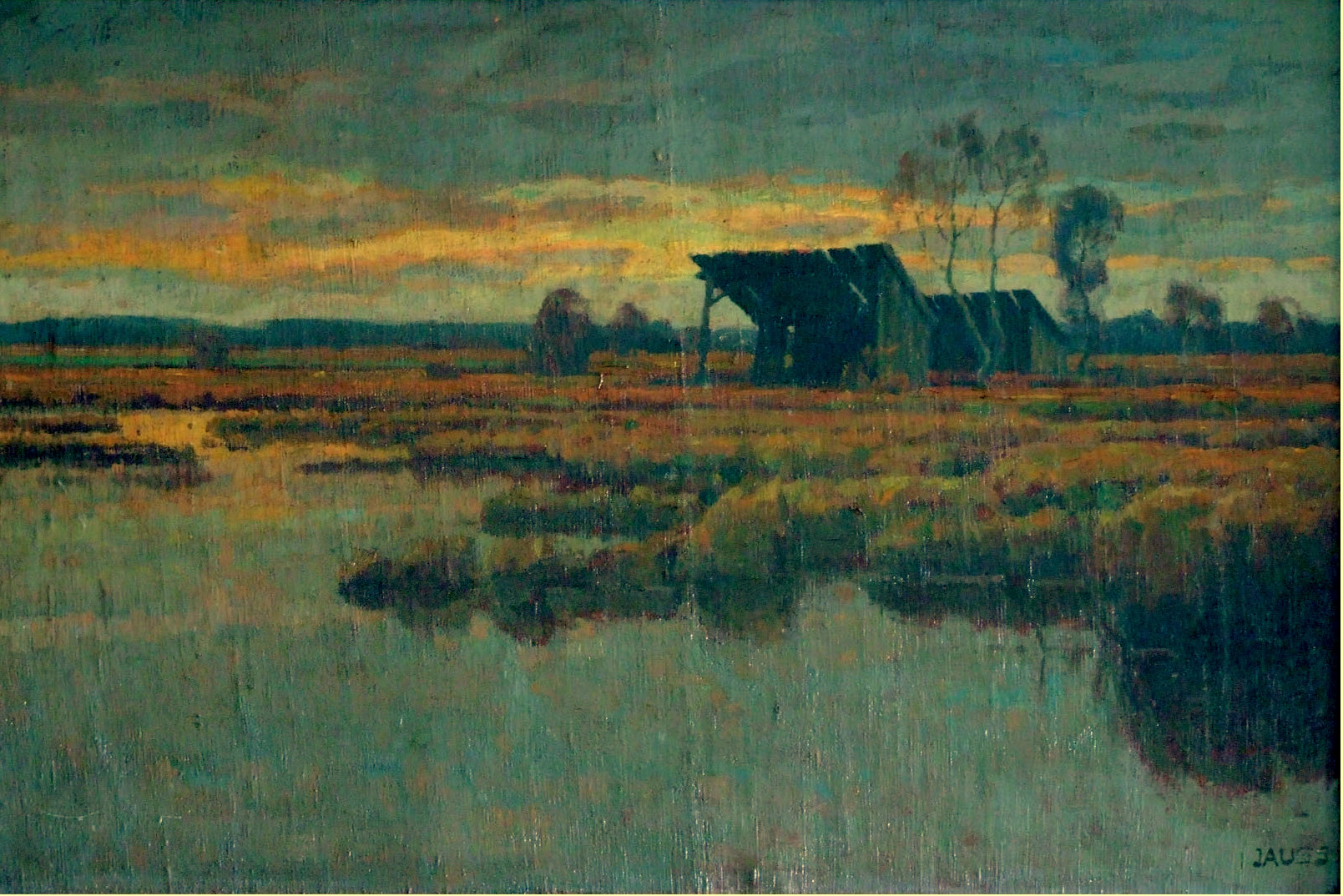
Georg Jauss, Ambiente vespertino en el páramo de Dachauer (con las típicas escamas de páramo)
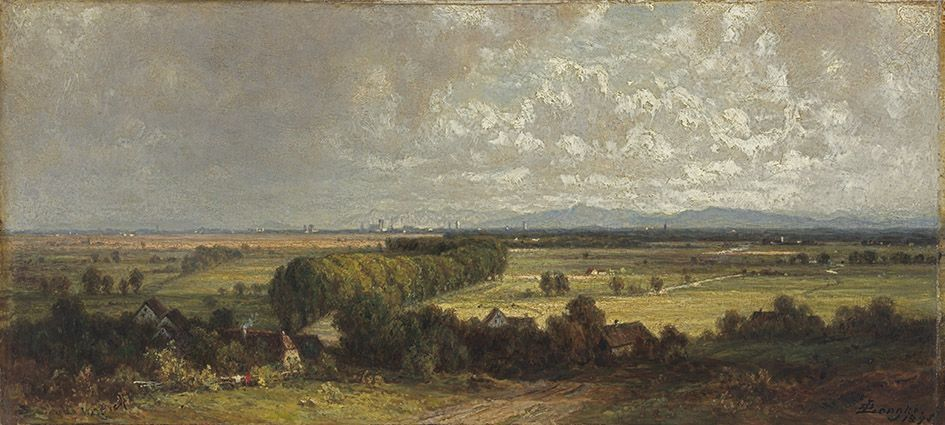
Dietrich Langko, Vista de las montañas desde Dachau (1895)
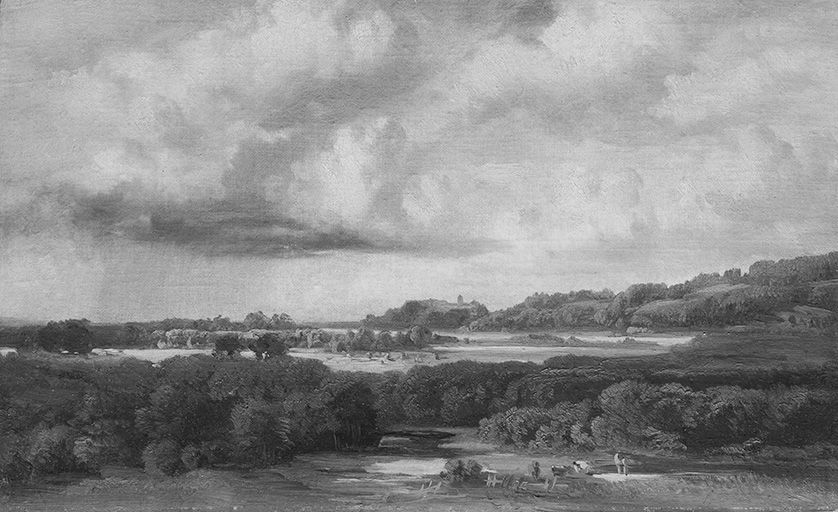
Adolf Heinrich Lier, Paisaje cerca de Dachau (hacia 1870)
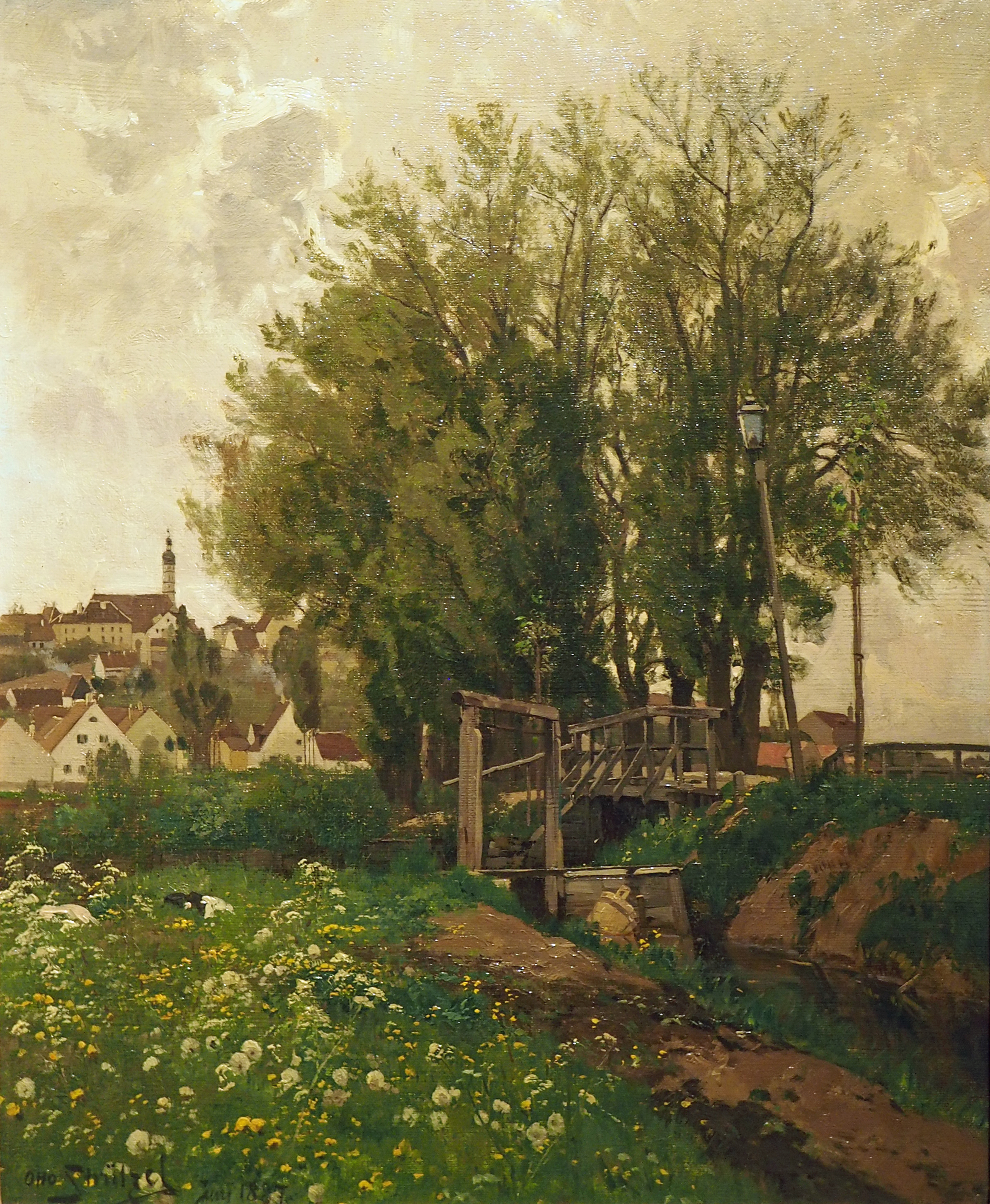
Otto Strutzel, Dachau (1887)
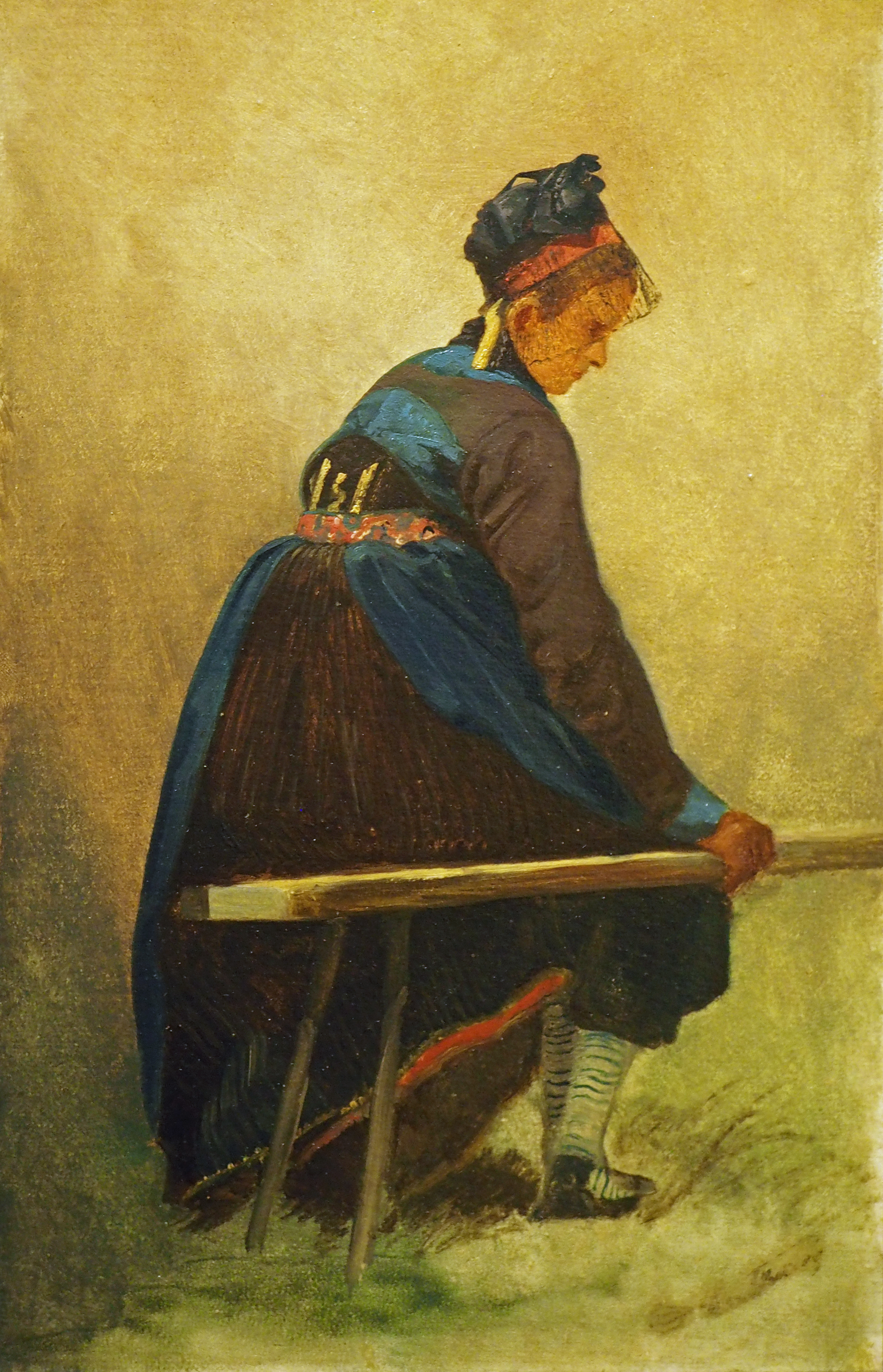
Carl Spitzweg, mujer de Dachau sentada en un banco (hacia 1856)
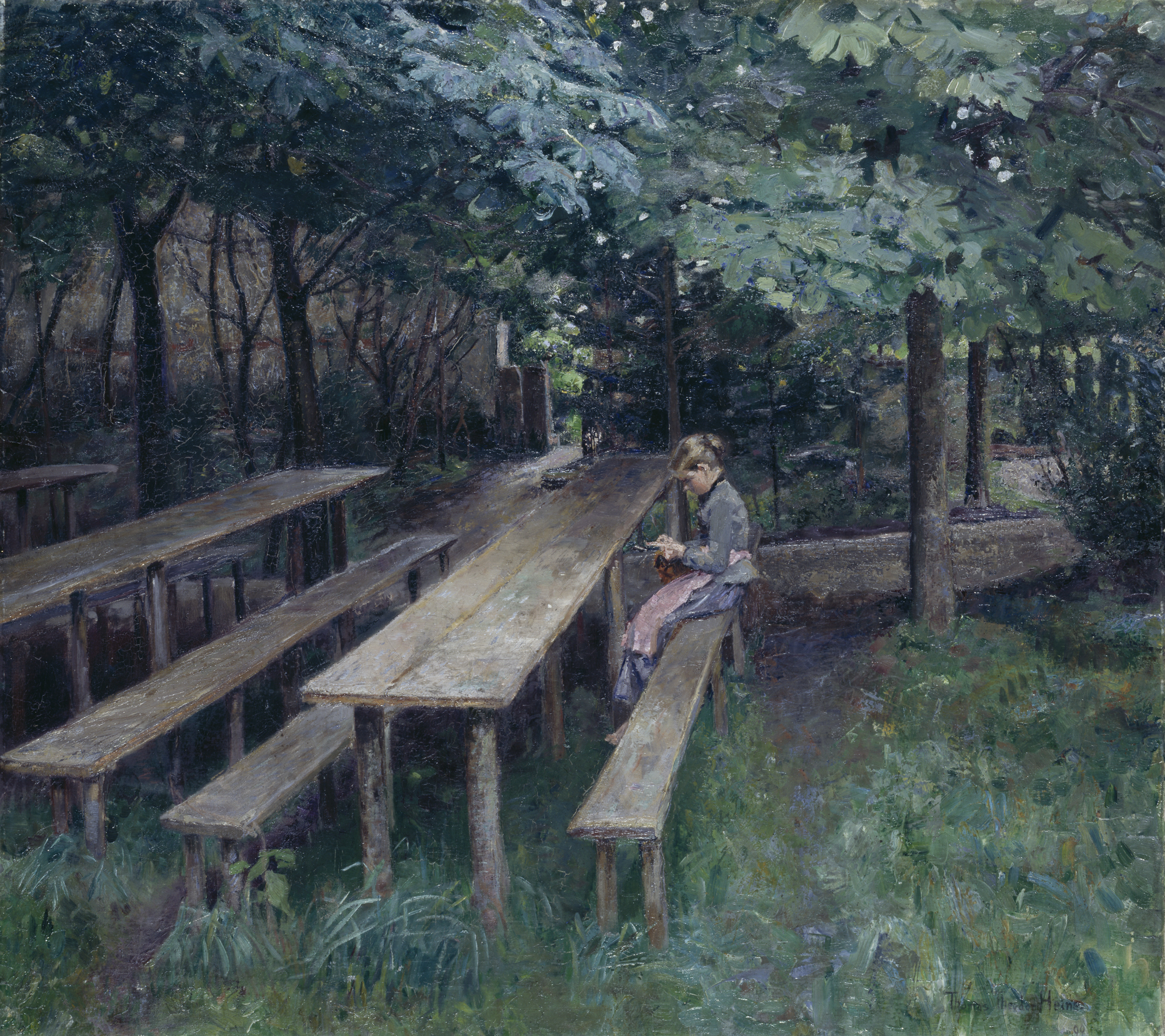
Thomas Theodor Heine, Taberna en Dachau (1890)
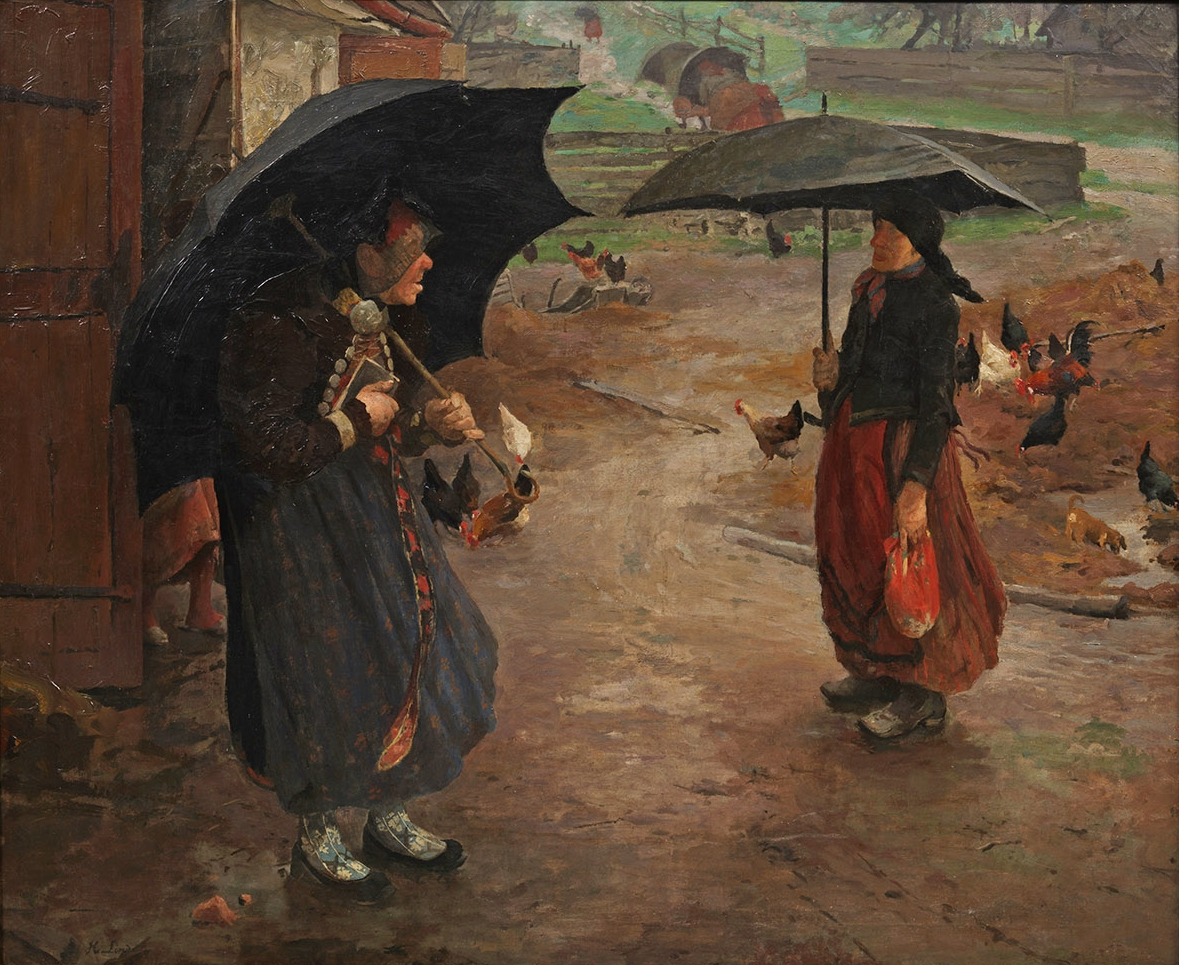
Hermann Linde, campesina de Dachau yendo a la iglesia (antes de 1923)
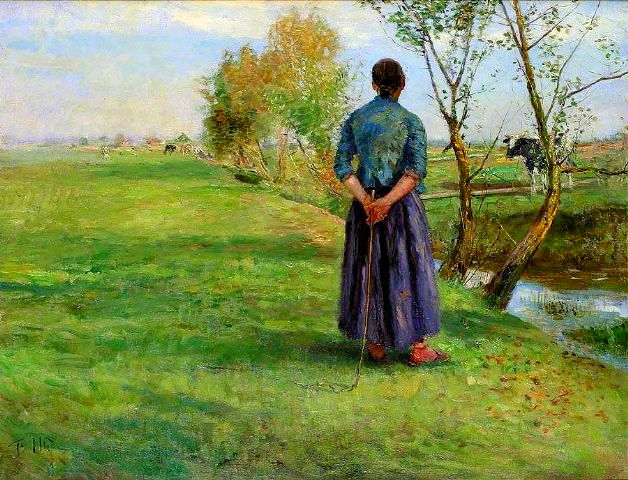
Fritz von Uhde, Pastora en el musgo de Dachau (1890)
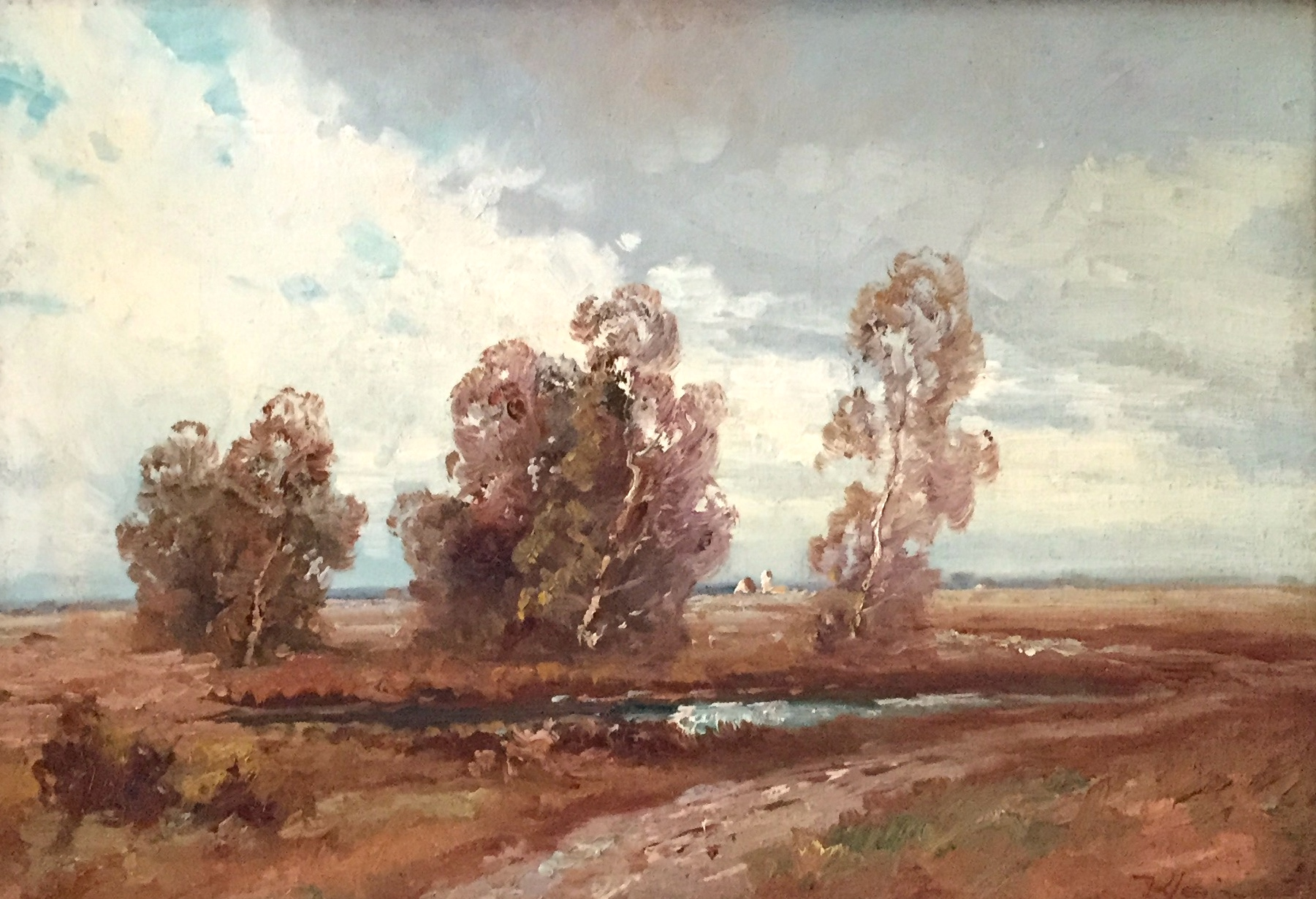
Anna Klein, Musgo de Dachau II
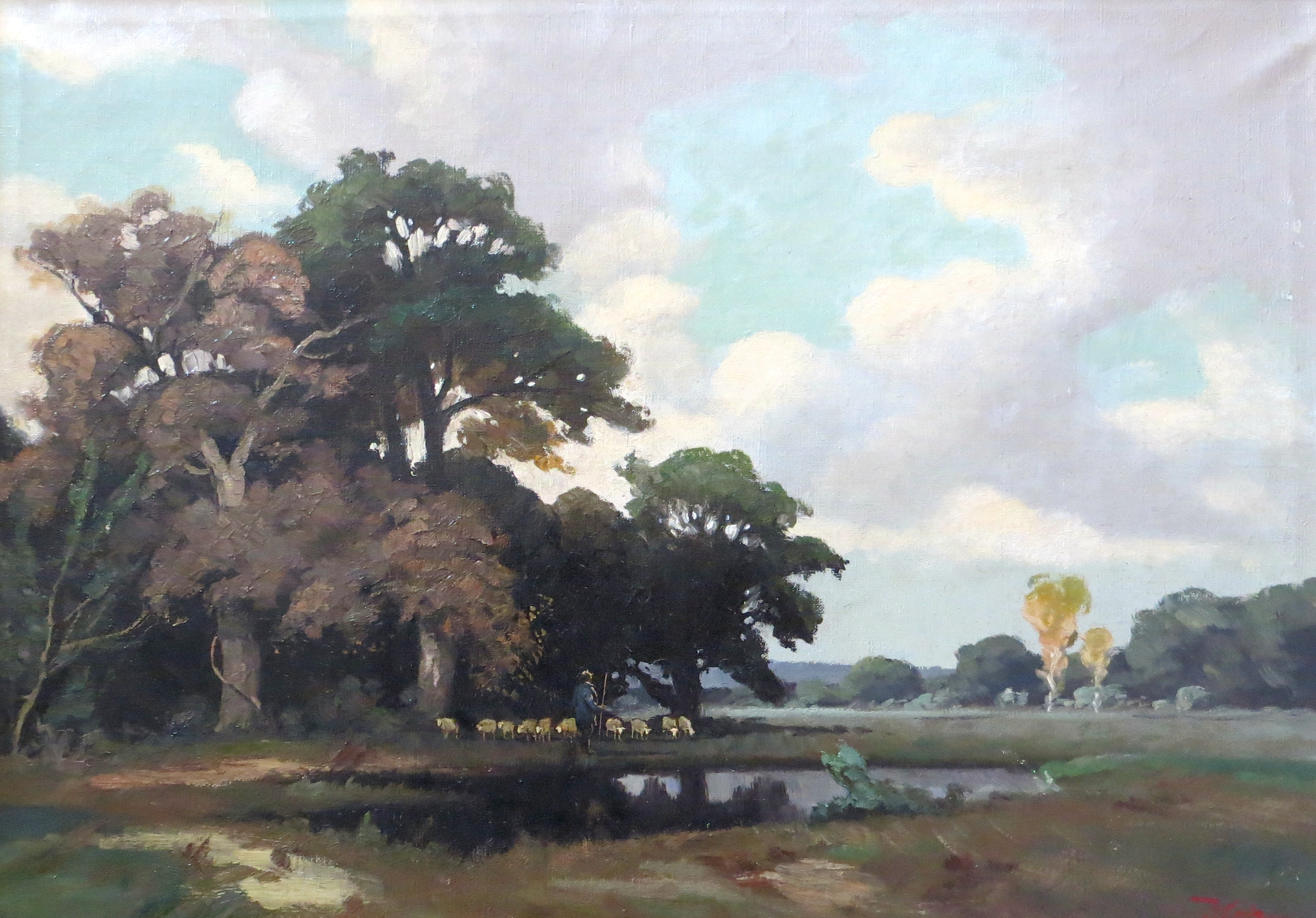
Anna Klein, Dachauer Moos - Rebaño de ovejas con pastor
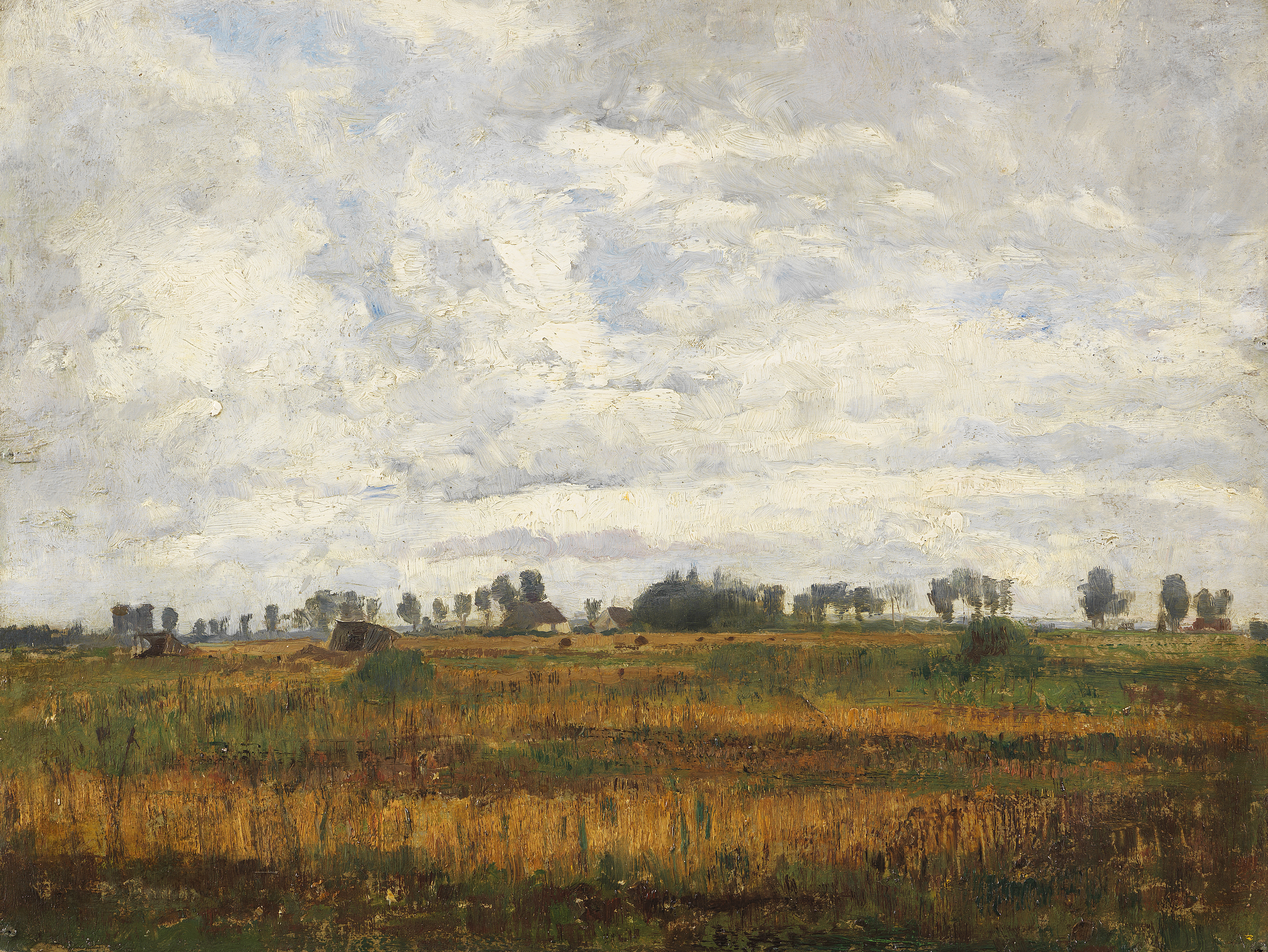
Paul Baum, Páramos cerca de Dachau
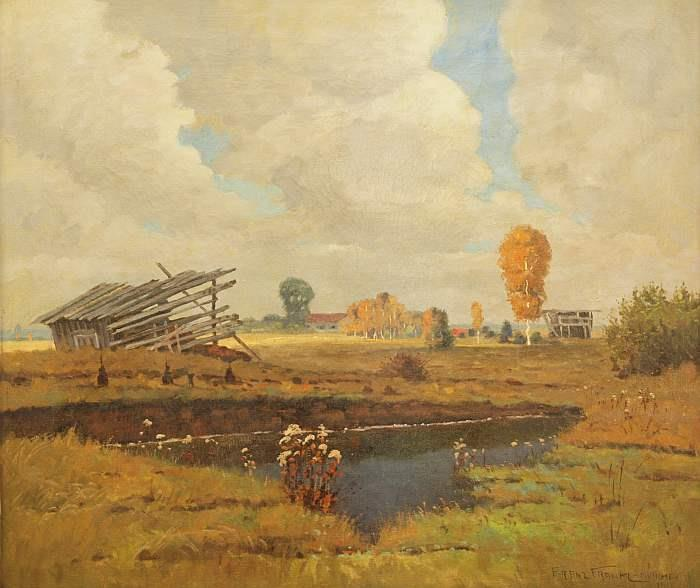
Franz Frankl, páramos cerca de Dachau
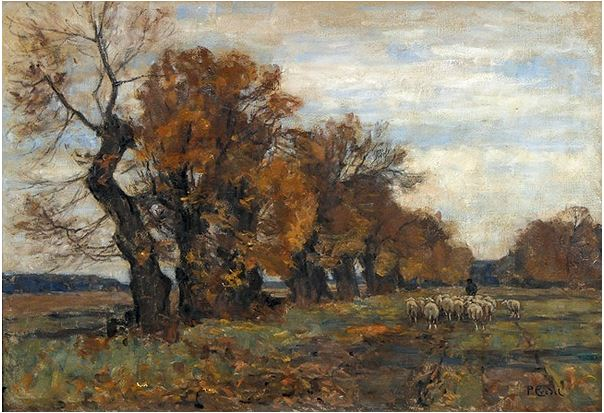
Paul Eduard Crodel, Dachau Moss
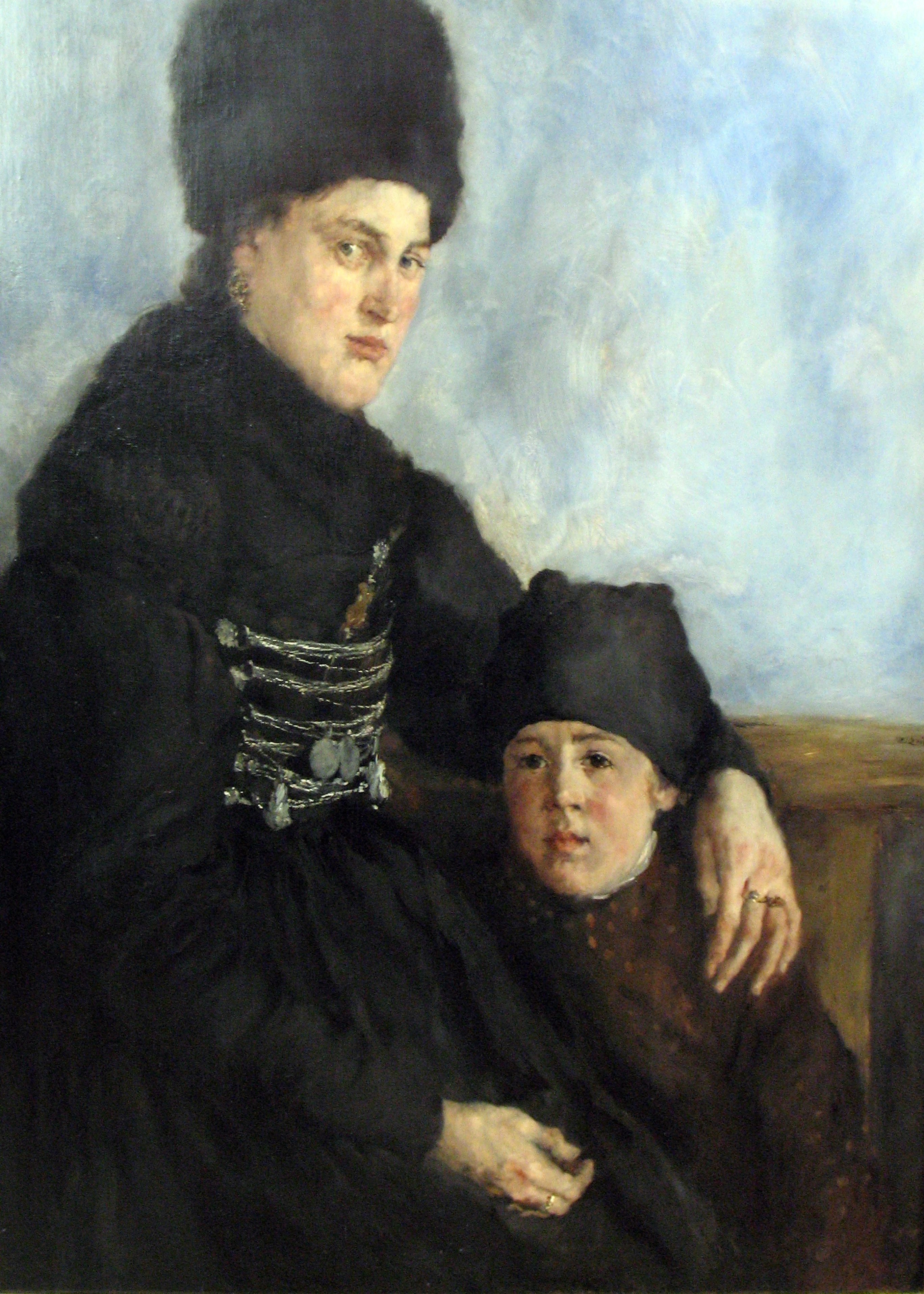
Wilhelm Leibl, mujer de Dachau embarazada (1873)